# パーレン家

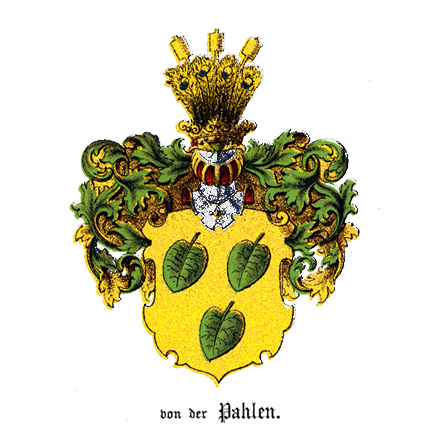
パーレン家紋章

パーレン家（露: Палены, パーリェヌィ, 独: Von der Pahlen）は、ロシアとリトアニアおよびスウェーデンの貴族。なお、ロシア語ではパーレン家の場合は複数形で「Палены」となり、個人の場合は「Пален」である。

## 概要
バルト･ドイツ系の家系でポンメルンを起源とすると考えられる。15世紀初頭にリヴォニアに移った。
1679年9月18日スウェーデン国王カール11世によって男爵位を授けられ貴族に列せられる。1799年ロシア皇帝パーヴェル1世によってピョートル・アレクサンドロヴィチ・パーレン (enとその系統には、伯爵位が、その他の系統には、1755年と1865年の勅令により男爵位が授けられた。
歴代当主、一族中、著名な人物は以下の通り。
- ピョートル・アレクセーエヴィチ・パーレン伯爵 (Petr Alekseevich Pahlen, ペーター・ルートヴィヒ・フォン・デア・パーレン, Peter Ludwig von der Pahlen, 1745年 - 1826年) - パーヴェル1世暗殺実行犯の中心人物の一人。
- パーヴェル・ペトローヴィチ・パーレン伯爵 (Pavel Petrovich Pahlen, パオル・カール・エルンスト・ヴィルヘルム・フィリップ・フォン・デア・パーレン2世, Paul Carl Ernst Wilhelm Philipp von der Pahlen; Pahlen the 2nd, 1775年 - 1834年) -  ロシアの軍人、騎兵大将。ナポレオン戦争で功を立てる。ピョートル・アレクセーエヴィチ・パーレンの子。
- ピョートル・パヴロヴィチ・パーレン伯爵 (Petr Petrovich Pahlen, パーレン1世, Pahlen the 1st, 1778年 - 1864年) - ロシアの軍人、騎兵大将。ナポレオン戦争、露土戦争およびポーランド蜂起（十一月蜂起）で軍功を立てる。ピョートル・アレクセーエヴィチ・パーレンの子。
- フョードル・ペトローヴィチ・パーレン伯爵 (Fyodor Petrovich Pahlen, 1780年 - 1863年) -  ロシアの外交官。ノヴォロシア総督、駐ドナウ公国全権大使。ピョートル・アレクセーエヴィチ・パーレンの子。
- マトヴェイ・イワノヴィチ・パーレン男爵 (Matvey Ivanovich Pahlen, パーレン3世, 1776年 - 1863年) - 騎兵少将、ナポレオン戦争に従軍する。
- ドミトリー・ペトローヴィチ・パーレン男爵 (Dmitry Petrovich Pahlen, ディートリヒ・フォン・デア・パーレン, Ditrich von der Pahlen) - ロシアの軍人。ミハイル・レールモントフの友人。
- コンスタンチン・イワノヴィチ・パーレン伯爵 (Konstantin Ivanovich Pahlen, 1833年 - 1912年) - 帝政ロシアの軍人、政治家。クリミア戦争に従軍し、セヴァストーポリの戦いで活躍する。 プスコフ県（グベルニヤ）知事 、ロシア帝国司法大臣（在任期間1867年 - 1878年）を歴任した。ピョートル・アレクセーエヴィチ・パーレンの孫。
- アレクセイ・ペトローヴィチ・パーレン伯爵 (Alexei Petrovich Pahlen, 1874年 - 1938年) -   ロシア軍中将。ロシア革命後の内戦では白軍に身を投じ、ニコライ・ユデーニチ将軍 (en) の下で戦った。